# Vetleholmen
Ne doit pas être confondu avec Vetleholmen (Kvam) ou Vetleholmen (Lindås).
Vetleholmen, est une île dans le landskap Sunnhordland du comté de Vestland. Elle appartient administrativement à Bjørnafjorden, en Norvège.

## Géographie
Rocheuse et désertique, à fleur d'eau, elle s'étend sur environ 67 m de longueur pour une largeur approximative de 27 m.